# ال‌جی اپتیموس وان پی۵۰۰

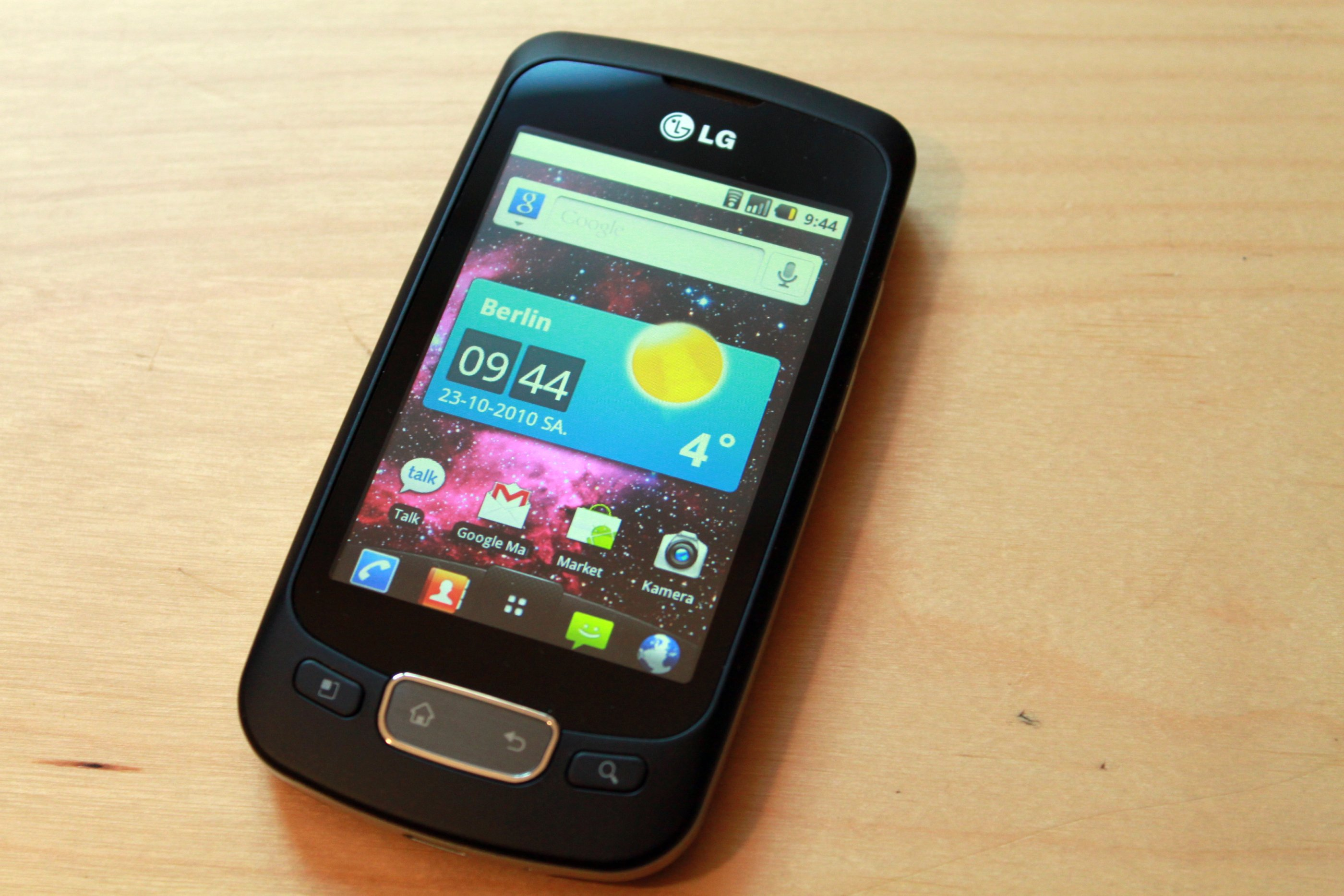
اندروید: ال‌جی اپتیموس وان پی۵۰۰

ال‌جی اُپتیموس وان پی۵۰۰ (به انگلیسی: LG Optimus One P500)، یک‌نمونه از گوشی‌های تلفن همراه هوشمند شرکت ال‌جی الکترونیکس می‌باشد که توسط همین شرکت به بازار عرضه شده‌است.